# Перювельз
Перюве́льз — коммуна в Валлонии, расположенная в провинции Эно, округ Турне. Принадлежит Французскому языковому сообществу Бельгии. На площади 60,56 км² проживают 16 843 человека (плотность населения — 278 чел./км²), из которых 48,40 % — мужчины и 51,60 % — женщины. Средний годовой доход на душу населения в 2003 году составлял 9 794 евро.
Почтовый код: 7600-7608. Телефонный код: 069.

## Города-побратимы
- Ревест-дю-Бьон (Франция)